# CCL2
CCL2 (englisch CC-chemokine ligand 2 ‚CC-Chemokinligand 2‘) ist ein Zytokin aus der Familie der CC-Chemokine. Synonyme für das CCL2 sind monocyte chemotactic protein 1 (MCP1) und small inducible cytokine A2.

## Eigenschaften
CCL2 wird an Orten einer Entzündung von Monozyten, T-Gedächtniszellen und dendritische Zellen gebildet, sezerniert, an Proteoglykane von Endothelzellen gebunden, durch die Matrix-Metalloprotease 12 (MMP-12) proteolytisch aktiviert und bindet dann diese Zelltypen dort. CCL2 wird auch von Neuronen, Astrozyten und Mikroglia gebildet. Die Genexpression des CCL2 ist vornehmlich im Cortex cerebralis, im Globus pallidus, im Hippocampus, in den paraventrikulären und supraoptischen hypothalamischen Nuclei, in der Substantia nigra, im Nucleus motorius nervi facialis, in den trigeminalen motorischen und spinalen Nuclei, im gigantozellulären retikulären Nucleus und in den Purkinje-Zellen des Cerebellums.
CCL2 wird von den Rezeptoren CCR2 und CCR4 gebunden. Nach Stimulation von Zellen mit CCL2 wird die Genexpression von MCPIP1 induziert.